# Leiostomaster
Leiostomaster is een geslacht van uitgestorven zee-egels uit de familie Hemiasteridae.

## Soorten
- Leiostomaster bosei Smiser, 1936 †